# Gerardo Ortíz

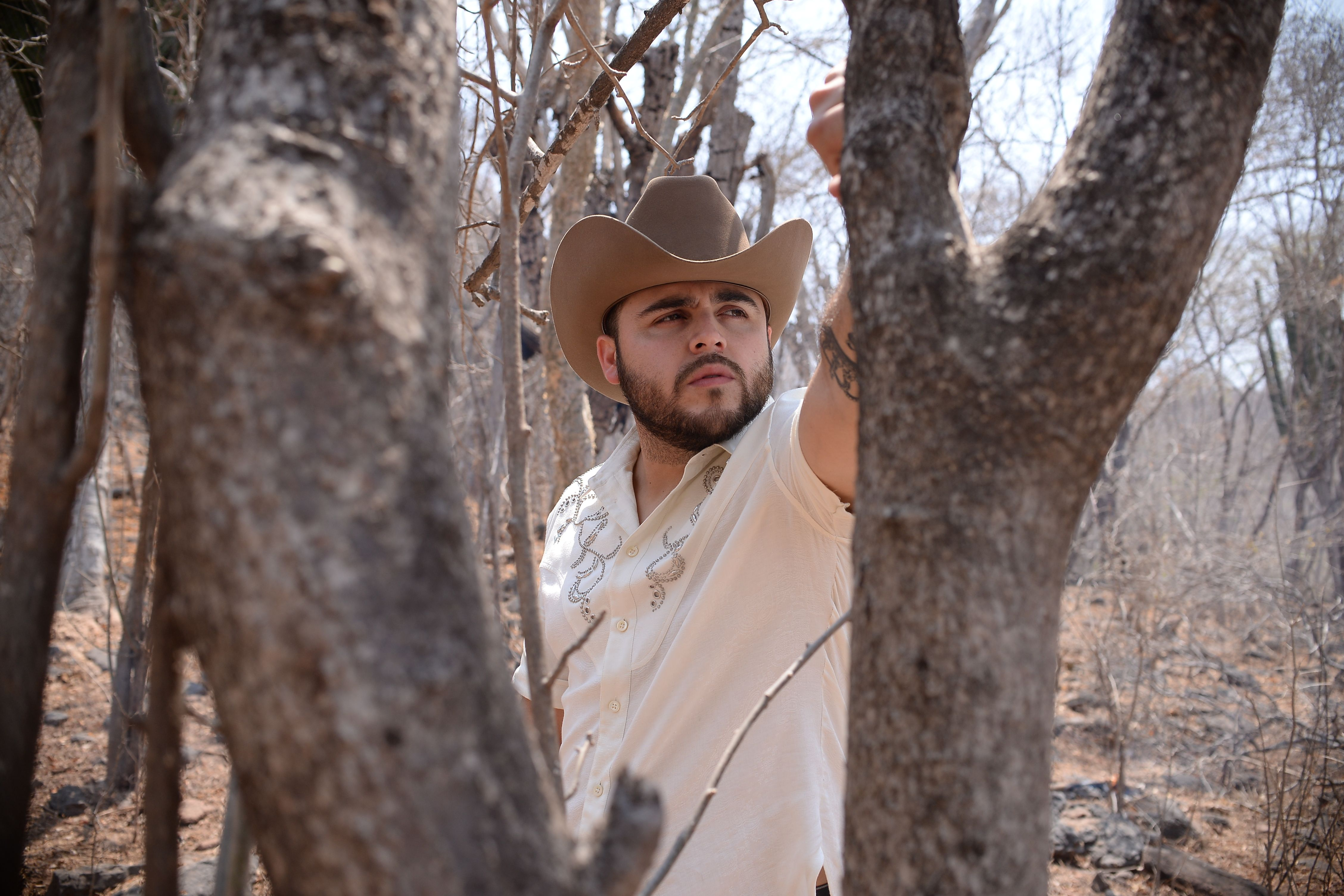
Gerardo Ortiz, Badsin Music Inc 2020

Gerardo Ortíz Medína (nascido em 5 de outubro de 1989), conhecido simplesmente como Gerardo Ortíz, é um cantor, compositor e produtor norte-americano-mexicano do gênero regional mexicano. Em 2010, recebeu uma indicação ao Grammy de "melhor álbum" para o seu álbum de estreia Ni Hoy Ni Mañana. Nos Prêmios Billboard à Música Mexicana de 2013, foi agraciado com quatro prêmios: Artista Masculino do Ano, Disco Nortista do Ano, Artista Nortista do Ano e Artista do Ano em Temas. Também foi indicado ao prêmio Grammy de Melhor álbum de música regional mexicana, em 2013. Em 20 de março de 2011, Ortíz sobreviveu a uma tentativa de emboscada no México que causou a morte de seu primo e do gerente de negócios.
Em julho de 2014, Ortíz se juntou com a vencedora do Grammy Latino Ana Bárbara como jurado na décima primeira temporada do concurso de talento da Estrella TV Tengo Talento, Mucho Talento, que foi ao ar entre setembro e novembro de 2014.

## Discografia
Estúdio
- 2010: Ni Hoy Ni Mañana
- 2011: Entre Dios y El Diablo
- 2012: El Primer Ministro
- 2013: Archivos de Mi Vida
- 2015: Hoy Más Fuerte
- 2017: Comeré callado
- 2018: Comeré callado, Vol. 2
- 2020: Más caro que ayer

Álbuns ao vivo
- 2009: En Vivo Las Tundras
- 2011: Morir y Existir En Vivo
- 2013: Sold Out - En Vivo Desde El Nokia Theatre LA Live

## Prêmios e indicações
| Ano  | Prêmio                            | Categoria                                                   | Obra                                                | Resultado | Ref.        |
| ---- | --------------------------------- | ----------------------------------------------------------- | --------------------------------------------------- | --------- | ----------- |
| 2010 | Prêmio Grammy                     | Melhor álbum nortista                                       | Ni Hoy Ni Mañana                                    | Indicado  |             |
| 2012 | Premio Lo Nuestro                 | Melhor colaboração                                          | "Culiacán vs. Mazatlán" (com Calibre 50)            | Indicado  | [ 5 ]       |
| 2012 | Premio Lo Nuestro                 | Artista masculino regional mexicano                         | Gerardo Ortíz                                       | Indicado  | [ 5 ]       |
| 2012 | Premio Lo Nuestro                 | Artista nortista                                            | Gerardo Ortíz                                       | Indicado  | [ 5 ]       |
| 2013 | Prêmio Grammy                     | Melhor álbum de música regional mexicano (incluindo Tejano) | El Primer Ministro                                  | Indicado  | [ 6 ]       |
| 2013 | Premio Lo Nuestro                 | Canção regional mexicana                                    | "Amor Confuso"                                      | Venceu    | [ 7 ] [ 8 ] |
| 2013 | Premio Lo Nuestro                 | Artista masculino regional mexicano                         | Gerardo Ortíz                                       | Indicado  | [ 7 ] [ 8 ] |
| 2013 | Premio Lo Nuestro                 | Artista nortista                                            | Gerardo Ortíz                                       | Venceu    | [ 7 ] [ 8 ] |
| 2014 | Premio Lo Nuestro                 | Canção regional mexicana                                    | "Sólo Vine a Despedirme"                            | Venceu    | [ 9 ]       |
| 2014 | Premio Lo Nuestro                 | Artista masculino regional mexicano                         | Gerardo Ortíz                                       | Venceu    | [ 9 ]       |
| 2014 | Premio Lo Nuestro                 | Artista nortista                                            | Gerardo Ortíz                                       | Venceu    | [ 9 ]       |
| 2015 | Premio Lo Nuestro                 | Música pop                                                  | "La Noche es Tuya" (com 3Ball MTY e América Sierra) | Indicado  | [ 10 ]      |
| 2015 | Premio Lo Nuestro                 | Colaboração pop                                             | "La Noche es Tuya" (com 3Ball MTY e América Sierra) | Indicado  | [ 10 ]      |
| 2015 | Premio Lo Nuestro                 | Álbum regional mexicano                                     | Archivos de Mi Vida                                 | Venceu    | [ 10 ]      |
| 2015 | Premio Lo Nuestro                 | Canção regional mexicana                                    | "Mujer de Piedra"                                   | Venceu    | [ 10 ]      |
| 2015 | Premio Lo Nuestro                 | Artista masculino regional mexicano                         | Gerardo Ortíz                                       | Indicado  | [ 10 ]      |
| 2015 | Premio Lo Nuestro                 | Artista nortista                                            | Gerardo Ortíz                                       | Venceu    | [ 10 ]      |
| 2015 | Prêmio de música latino-americana | Artista masculino favorito regional mexicano                | Gerardo Ortíz                                       | Indicado  | [ 11 ]      |
| 2015 | Prêmio de música latino-americana | Álbum do ano                                                | Hoy Más Fuerte                                      | Indicado  | [ 11 ]      |
| 2016 | Premio Lo Nuestro                 | Álbum do ano                                                | Hoy Más Fuerte                                      | Venceu    | [ 12 ]      |
| 2016 | Premio Lo Nuestro                 | Canção regional mexicana                                    | "Eres Una Niña"                                     | Indicado  | [ 12 ]      |
| 2016 | Premio Lo Nuestro                 | Artista masculino regional mexicano                         | Gerardo Ortíz                                       | Indicado  | [ 12 ]      |
| 2016 | Premio Lo Nuestro                 | Artista nortista                                            | Gerardo Ortíz                                       | Venceu    | [ 12 ]      |